# Liste von Intendanten und Musikdirektoren der Oper in Hamburg
Die Liste von Intendanten und Musikdirektoren der Oper in Hamburg enthält Intendanten, Theaterdirektoren und Generalmusikdirektoren der Oper in Hamburg, also die künstlerischen Leiter und musikalisch Gesamtverantwortlichen von:
- Oper am Gänsemarkt (1678 bis 1738)
- Stadttheater an der Dammtorstraße (1827 bis 1934)
- Hamburgischen Staatsoper (seit 1934)

## Oper am Gänsemarkt
- Benedikt von Ahlefeldt (1722–1726)

## Direktoren (1827–1921)
Direktoren des Stadttheaters ab dessen Bau (an der Dammtorstraße) 1827:
| Amtszeit  | Direktor                 | Anmerkungen                                                                 |
| --------- | ------------------------ | --------------------------------------------------------------------------- |
| 1827–1841 | Friedrich Ludwig Schmidt | Co-Direktoren Karl August Lebrun (1827–1837) und Julius Mühling (1837–1841) |
| 1841–1847 | Julius Mühling           | Co-Direktor Julius Cornet                                                   |
| 1847–1849 | Jean Baptist Baison      | Co-Direktor Chéri Maurice, später Josef Wurda                               |
| 1849–1854 | Chéri Maurice            | Co-Direktor Josef Wurda                                                     |
| 1855–1858 | Carl Albert Sachse       |                                                                             |
| 1858–1861 | Anton Wollheim           |                                                                             |
| 1862–1866 | Bernhard Anton Herrmann  | Co-Direktor Johann Friedrich Anton Wüppermann (1861–1863)                   |
| 1866–1869 | J.C. Reichardt           |                                                                             |
| 1869–1871 | Moritz Ernst             |                                                                             |
| 1871–1873 | Bernhard Anton Herrmann  | Zweite Amtszeit                                                             |
| 1874–1897 | Bernhard Pollini         |                                                                             |
| 1897–1912 | Max Bachur               | Co-Direktor Franz Bittong (1897–1904)                                       |
| 1912–1921 | Hans Löwenfeld           |                                                                             |

## Intendanten (seit 1922)
| Amtszeit  | Intendant              | Anmerkungen                                                                        |
| --------- | ---------------------- | ---------------------------------------------------------------------------------- |
| 1922–1933 | Leopold Sachse         | Als jüdisch verfolgt und diffamiert                                                |
| 1933–1940 | Heinrich K. Strohm     | Laut Hannes Heer einer der „willigsten Helfer der Nationalsozialisten“ an der Oper |
| 1940–1945 | Alfred Noller          | Generalintendant                                                                   |
| 1945–1946 | Albert Ruch            | Kommissarischer Intendant                                                          |
| 1946–1957 | Günther Rennert        |                                                                                    |
| 1957–1959 | Heinz Tietjen          |                                                                                    |
| 1959–1973 | Rolf Liebermann        |                                                                                    |
| 1973–1977 | August Everding        |                                                                                    |
| 1977–1984 | Christoph von Dohnányi | In Personalunion GMD                                                               |
| 1984–1985 | Kurt Horres            |                                                                                    |
| 1985–1988 | Rolf Liebermann        | Zweite Amtszeit                                                                    |
| 1988–1997 | Peter Ruzicka          |                                                                                    |
| 1997–2000 | Albin Hänseroth        |                                                                                    |
| 2000–2005 | Louwrens Langevoort    |                                                                                    |
| 2005–2015 | Simone Young           | In Personalunion GMD                                                               |
| 2015–2025 | Georges Delnon         |                                                                                    |
| 2025–     | Tobias Kratzer         |                                                                                    |

## Generalmusikdirektoren (seit 1922)
| Amtszeit  | Generalmusikdirektor   | Anmerkungen                  |
| --------- | ---------------------- | ---------------------------- |
| 1922–1931 | Egon Pollak            |                              |
| 1931–1934 | Karl Böhm              |                              |
| 1934–1949 | Eugen Jochum           |                              |
| 1951–1961 | Joseph Keilberth       |                              |
| 1961–1972 | Wolfgang Sawallisch    |                              |
| 1972–1977 | Horst Stein            |                              |
| 1977–1984 | Christoph von Dohnányi | In Personalunion Intendant   |
| 1984–1988 | Hans Zender            |                              |
| 1988–1997 | Gerd Albrecht          |                              |
| 1997–2005 | Ingo Metzmacher        |                              |
| 2005–2015 | Simone Young           | In Personalunion Intendantin |
| 2015–2025 | Kent Nagano            | Amtierender GMD              |
| 2025–     | Omer Meir Wellber      |                              |